# Якобус Гарінг
Якобус Гарінг (Jacobus Haring; 30 березня 1913 Горн —25 лютого 1989 Гаага) — голландський шаховий композитор.
З 1964 був міжнародним суддею шахової композиції.